# Dobiegniewa
Dobiegniewa – żeńska forma imienia Dobiegniew, nienotowana w źródłach staropolskich.
Dobiegniewa imieniny obchodzi 30 stycznia.